# Головин, Владимир Иванович (1940—2010)
Влади́мир Ива́нович Голови́н (26 апреля 1940, Калинин — 18 октября 2010, Бологое, Тверская область) — советский и российский актёр и режиссёр. Лауреат Государственной премии РСФСР имени братьев Васильевых (1983).

## Биография
Родился 29 апреля 1940 года в Калинине. Отец Владимира Головина погиб до рождения сына в боях во время советско-финской войны. Мать, Екатерина Алексеевна Головина, была актрисой ряда театров. Воспитанием Владимира занимался второй муж Екатерины Головиной — П. И. Лешков, заслуженный артист РСФСР.
В 1962 году Владимир окончил актёрский факультет ГИТИСа (мастерская И. Раевского), в 1972-м — режиссёрское отделение факультета драматического искусства ЛГИТМиКа (мастерская А. Музиля). Служил в разных театрах по всей стране, в том числе режиссёром Кишинёвского русского драматического театра им. А. П. Чехова, режиссёром театра имени Моссовета. Затем работал на Ленинградском телевидении, главный режиссёр редакции литературно-драматических программ.
Кинодебют Головина состоялся в 1981 году в историческом телефильме Григория Никулина «20 декабря». Вождь эсеров Борис Савинков в его исполнении стал одним из запоминающихся кинообразов того времени. Головинский Савинков — интеллектуал, он циничен, абсолютно бесстрашен и столь же безжалостен, в то же время от него исходит мощнейшая внутренняя отрицательная энергия, что в сочетании с полной внешней невозмутимостью создаёт образ редкостной силы. Актёр мгновенно стал очень популярен, с середины 1980-х годов много снимался в кино.
Амплуа актёра — антигерои: злодеи, преступники, мафиози. Актёр обладал ярко выраженным отрицательным обаянием. Его злодеи жестоки, циничны и смелы. При этом он одинаково органично, ярко и достоверно играл их и в серьёзных драмах, и в комедиях.
С 1997 года Головин был режиссёром телевизионной студии «Спектр» в г. Бологое.
Первой женой Владимира Головина была актриса Эра Зиганшина. У них родилось двое детей — дочь Екатерина и сын Алексей. Но супруги разошлись после 17 лет совместной жизни.
Последнее время Владимир Головин жил на малой родине своей матери, в Березайке, со своей второй женой, Верой Бровкиной, с которой познакомился здесь же, в деревне (они даже обвенчались). Общих детей у пары не было, однако у актёра были две племянницы — Анастасия Галуза и Дарья Грядунова. Владимир Головин много сил тратил на юные дарования, собирал детвору, устраивал мастер-классы, рассказывал о кино.
Умер 18 октября 2010 года в Бологом Тверской области. Похоронен на кладбище посёлка Березайка в Тверской области.

## Фильмография
| Год  |     | Название                                  | Роль                                                        |
| ---- | --- | ----------------------------------------- | ----------------------------------------------------------- |
| 1981 | мтф | 20 декабря                                | Борис Викторович Савинков                                   |
| 1982 | тф  | Тарантул                                  | «Тарантул», диверсант                                       |
| 1985 | мтф | Противостояние                            | Эрнест Васильевич Лебедев, бывший немецкий диверсант        |
| 1985 | мтф | Иван Бабушкин                             | Сергей Илларионович Коршунов, подполковник жандармерии      |
| 1986 | тф  | За Ветлугой-рекой                         | помощник руководителя ансамбля                              |
| 1986 | ф   | Золотая цепь                              | Галлуэй, преступник                                         |
| 1987 | ф   | Загадочный наследник                      | Сергей Викторович Скабржевский, кладбищенский скульптор     |
| 1987 | ф   | Оглашению не подлежит                     | Беленков, контрреволюционер                                 |
| 1987 | ф   | Кто ты, всадник?                          | Ренделл                                                     |
| 1987 | ф   | Моонзунд                                  | Карл фон Ден                                                |
| 1987 | ф   | Холодное лето пятьдесят третьего…         | «Барон», главарь банды                                      |
| 1988 | ф   | Трое                                      | Марат                                                       |
| 1989 | ф   | Дежа вю                                   | гангстер Мик Нич (Микита Ничипорук)                         |
| 1989 | кор | Канун                                     | шофёр                                                       |
| 1989 | тф  | Лёгкие шаги                               | Самый Мудрейший                                             |
| 1990 | ф   | Духов день                                | Федя Христофоров                                            |
| 1992 | ф   | Дюба-дюба                                 | охранник                                                    |
| 1997 | ф   | Шизофрения                                | отец Даши, вор в законе                                     |
| 2000 | с   | Марш Турецкого, серия «Синдикат киллеров» | Валентин Николаевич Брагин, криминальный авторитет «Буржуй» |
| 2002 | ф   | Олигарх                                   | Ахмет Ташкентский                                           |
| 2006 | с   | Телохранитель                             | Сакуро                                                      |
| 2007 | ф   | Поводырь                                  | Борис Чудов, отец Павла (озвучивал Андрей Толубеев)         |
| 2010 | ф   | Счастье моё                               | старик-попутчик                                             |
| 2010 | с   | Голоса                                    | Василий Глушко                                              |
| 2011 | с   | Смех и грех                               | дядя Гриша                                                  |